# Бурмакино (Московская область)
Бурмакино — деревня в Можайском районе Московской области в составе Порецкого сельского поселения. Численность постоянного населения по Всероссийской переписи 2010 года — 38 человек. До 2006 года Бурмакино входило в состав Порецкого сельского округа.
Деревня расположена на северо-западе района, примерно в 32 км от Можайска, на левом берегу Москва-реки, высота центра над уровнем моря 209 м. Ближайшие населённые пункты — примыкающие на севере Барсуки и Желомеено на противоположном берегу реки. У восточной окраины деревни проходит региональная автодорога 46Н-05488 Тетерино — Поречье.